# Ракле
Ракле (на македонска литературна норма: Ракле) е село в община Прилеп, Северна Македония.

## География
Селото е разположено в югоизточното подножие на Бабуна планина в района на Раец, източно от общинския център Прилеп.

## История
В XIX век Ракле е изцяло българско село в Прилепска кааза на Османската империя. Църквата „Свети Атанасий“ е от 1864 година.
В „Етнография на вилаетите Адрианопол, Монастир и Салоника“, издадена в Константинопол в 1878 година и отразяваща статистиката на населението от 1873 година, Бакле е посочено като село във Велешка каза с 60 домакинства и 276 жители българи.
Според статистиката на Васил Кънчов („Македония. Етнография и статистика“) от 1900 година Ракле има 580 жители, всички българи християни.
На Етнографската карта на Битолския вилает на Картографския институт в София от 1901 година Ракли е чисто българско село в Прилепската каза на Битолския санджак с 90 къщи.
В началото на XX век българското население на селото е под върховенството на Българската екзархия. По данни на секретаря на екзархията Димитър Мишев („La Macédoine et sa Population Chrétienne“) през 1905 година в Ракле има 616 българи екзархисти. Към 1906-1907 година енорийски свещеник в Ракле е Георги поп Ангелов. През учебната 1912/1913 година учителка в селото е Фания Христова.
Край село Ракле се намира връх Ножот, на който на 14 юли 1907 година се води една от най-кръвопролитните битки на революционното движение на българите от Македония и Одринско срещу османски войски останала в историята като Битката на връх Ножот.
Според преброяването от 2002 година селото има 7 жители, всички северномакедонци.

## Личности
Родени в Ракле
- Алекса Н. Стоянов (? - 1903), четник от ВМОРО, убит при Никодин[9]
- Милан Николов (? - 1907), четник от ВМОРО, убит при Ясенова глава[9]
- Тале Ангелев Карев, български революционер от ВМОРО[10]